# Aantaliya
Aantaliya là một thị trấn thống kê (census town) của quận Navsari thuộc bang Gujarat, Ấn Độ.

## Nhân khẩu
Theo điều tra dân số năm 2001 của Ấn Độ, Aantaliya có dân số 4989 người. Phái nam chiếm 54% tổng số dân và phái nữ chiếm 46%. Aantaliya có tỷ lệ 76% biết đọc biết viết, cao hơn tỷ lệ trung bình toàn quốc là 59,5%: tỷ lệ cho phái nam là 82%, và tỷ lệ cho phái nữ là 69%. Tại Aantaliya, 10% dân số nhỏ hơn 6 tuổi.